# Huautla de Jiménez
Huautla de Jiménez là một đô thị thuộc bang Oaxaca, México. Năm 2005, dân số của đô thị này là 31829 người.